# Ким Ён Джун (футболист)
Ким Ён Джун (кор. 김영준?, 金永峻?; 19 июля 1983, Пхеньян, КНДР) — северокорейский футболист, полузащитник, тренер. C декабря 2018 по март 2019 года был главным тренером сборной КНДР, до этого, с 2013 по 2017 год, был ассистентом молодёжных сборных КНДР разных возрастов.

## Карьера

### Клубная
С 2002 по 2006 год выступал в Северокорейской лиге за столичный клуб «Пхеньян», который становился чемпионом страны в 2004 и 2005 годах. В 2006 году переехал в Китай, где продолжил выступления в клубе «Яньбянь» из города Яньцзи, сыграл в том сезоне 7 матчей во второй по силе лиге Китая. В сезоне 2007 года провёл 21 матч и забил 6 мячей в ворота соперников, после чего покинул клуб.
В 2008 году пополнил ряды клуба китайской Суперлиги «Чэнду Блэйдс» из города Чэнду, там и провёл сезон, сыграв, однако, только в 2 встречах чемпионата. В 2009 году вернулся на родину, где снова стал выступать за «Пхеньян».

### В сборной
В составе главной национальной сборной КНДР дебютировал в 2001 году. Участвовал в матчах отборочного турнира к чемпионату мира 2006 года, провёл в том розыгрыше 11 встреч. Затем сыграл 11 матчей в отборочном турнире к чемпионату мира 2010 года.
В 2010 году Ким был включён в заявку команды на финальный турнир чемпионата мира в ЮАР, где сыграл в 1 матче сборной.

## Достижения

### Командные
«Пхеньян»
- Чемпион КНДР (2): 2004, 2005